# Морг (притока Алијеа)
Морг (фр. Morge) је река у Француској. Дуга је 68 km. Улива се у Алије. 